# Klaus Behnke
Klaus Behnke (* 2. Juli 1950 in Teltow; † 13. September 2015 in Berlin) war ein Psychologe und Autor, der 1977 aus der DDR ausgebürgert wurde. Behnke beschäftigte sich in Theorie und Praxis besonders mit den psychologischen Auswirkungen der Tätigkeit des Ministeriums für Staatssicherheit (MfS).

## Leben
Behnke studierte Psychologie an der Humboldt-Universität zu Berlin, bis seine Immatrikulation wegen Protesten gegen die Staatspartei der DDR, die SED, widerrufen wurde und Behnke ein Theologiestudium aufnahm. Bereits vom MfS erfasst, konnte er 1977 per Ausreiseantrag nach West-Berlin übersiedeln und blieb bis 1989 mit einem Einreiseverbot in die DDR belegt. Selbige bezeichnete er als „Gefangenenlager mit Grünanlagen“. In den 1980er Jahren arbeitete Behnke im Treffpunkt Waldstraße in Berlin-Moabit, einer Anlaufstelle für Menschen in Not, eine psychosoziale Beratungsstelle primär für Menschen mit psychiatrischen Erkrankungen, wo er den Bereich für Suchtkranke und deren Angehörige leitete.
Nach dem Fall der Mauer und der Öffnung der Stasi-Unterlagen fragte ihn der Bundesbeauftragte für die Stasi-Unterlagen, Joachim Gauck, ob er Akteneinsichtnehmer betreuen möchte. Bei dieser Tätigkeit, der Beratung von Menschen, die von ihren engsten Familienangehörigen an die Stasi verraten worden waren, fiel ihm auf, wie exakt und individuell die Zersetzungsmaßnahmen der Stasi auf die Opfer abgestimmt waren. Er schöpfte den Verdacht, dass Psychologen und Psychiater daran mitgearbeitet hatten, den er schließlich bei Einsichtnahme in die Akten der Stasi-Unterlagen-Behörden bestätigt fand: An der geheimen Hochschule des MfS in Potsdam existierte der Fachbereich Operative Psychologie, an dem Stasi-Offiziere lernten, ihre Opfer psychologisch einzuschätzen, um sie danach besser unterdrücken und manipulieren zu können. Behnke untersuchte die Stasi-Methoden und die dadurch bei den Opfern ausgelösten Traumata, wobei er sich mit Psychologie und Psychiatrie im Dienst des MfS auseinandersetzte. Seine Erfahrungen bei der Beratung und Betreuung von Stasi-Opfern verarbeitete er in dem 1995 mit Jürgen Fuchs veröffentlichten Buch Zersetzung der Seele. Daran schloss ein zweites Buch an: Stasi auf dem Schulhof.
Im Sommer 1998 wurde die Beratungsstelle „Gegenwind“ für Menschen, die politische Haft und Zersetzung erlebt und gesundheitliche Schäden davongetragen hatten, gegründet, für deren Zustandekommen sich Behnke zusammen mit Fuchs besonders engagiert hatte.
Behnke betätigte sich als Psychotherapeut in freier Praxis in Berlin.

## Schriften
- mit Jürgen Fuchs: Zersetzung der Seele: Psychologie und Psychiatrie im Dienste der Stasi. Rotbuch Verlag 1995.
- mit Jürgen Wolf: Stasi auf dem Schulhof. Ullstein 1998.
- Stasi auf dem Schulhof: der Missbrauch von Kindern und Jugendlichen durch das Ministerium für Staatssicherheit. Ullstein, 1998.
- Zersetzungsmaßnahmen – Die Praxis der „Operative Psychologie“ des Staatssicherheitsdienstes und ihre traumatischen Folgen. In: Ulrich Baumann, Helmut Kury (Hrsg.): Politisch motivierte Verfolgung: Opfer von SED-Unrecht (= Kriminologische Forschungsberichte aus dem Max-Planck-Institut für Ausländisches und Internationales Strafrecht. Bd. 84). Ed. iuscrim, Freiburg (Breisgau) 1998, ISBN 3-86113-028-9, S. 379–399.
- mit Stefan Trobisch: Panik und Bestürzung auslösen: Die Praxis der „operativen Psychologie“ des Staatssicherheitsdienstes und ihre traumatischen Folgen. In: Klaus-Dieter Müller, Annegret Stephan (Herausgeber): Die Vergangenheit lässt uns nicht los: Haftbedingungen politischer Gefangener in der SBZ/DDR und deren gesundheitliche Folgen. Berlin-Verlag Arno Spitz, Berlin 1998, ISBN 3-87061-812-4, S. 173–195.